# Steinpicker (Schnecke)
Der Steinpicker (Helicigona lapicida) ist eine Art der Schnirkelschnecken (Helicidae), die sich durch ein flaches, linsenförmiges und charakteristisch gekieltes Gehäuse auszeichnet, das es ihr ermöglicht, sich bei Trockenheit in Baumritzen und Felsspalten zurückzuziehen.

## Merkmale

Helicigona lapicida andorrica

Das Gehäuse des Steinpickers (Helicigona lapicida) unterscheidet sich in seiner Form deutlich von dem kugeligen Gehäuse anderer Schnirkelschnecken (Helicidae). Es ist linsenförmig mit einem niedrigen Gewinde. Die äußerste Windung weist eine deutlich abgezeichnete Kante (Kiel) auf. Die Gehäuseoberfläche ist fein gestreift und recht grob gekörnelt. Bei graubrauner Grundfarbe zeigen sich verschwommene rotbraune Flecken. Albinotische Gehäuse sind fast durchsichtig. Der Mundsaum ist abgelöst und zu einer starken weißen Lippe erweitert. Der Nabel ist weit und offen, deutlich sichtbar. Das Gehäuse erreicht eine Breite von 12 bis 20 Millimeter, eine Höhe von 7 bis 9 Millimeter und weist circa 5½ Umgänge auf.

## Lebensraum

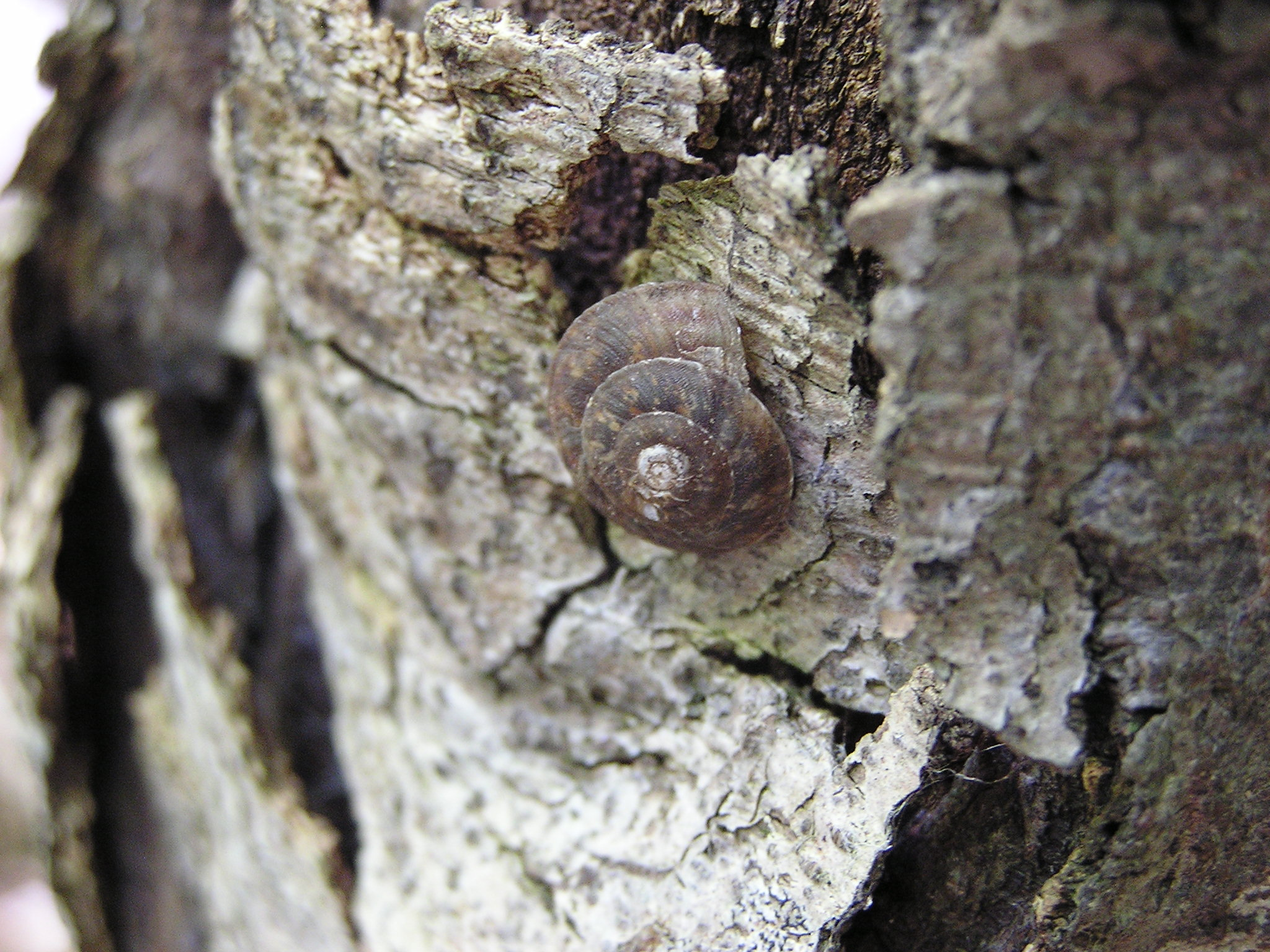
Steinpicker (Helicigona lapicida), gut getarnt auf Baumrinde

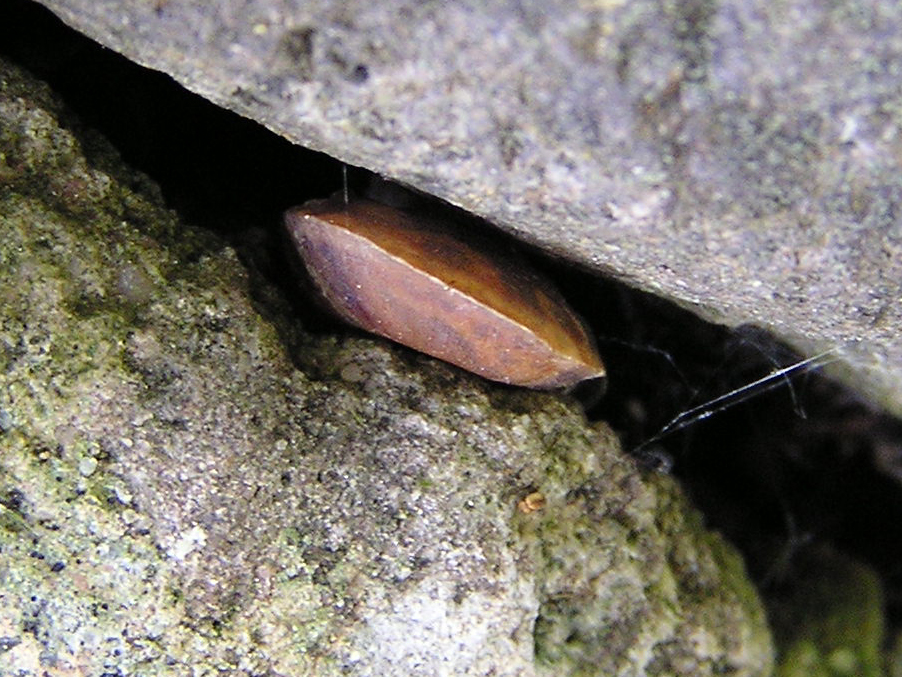
Steinpicker (Helicigona lapicida) in einer Steinspalte

Der Steinpicker bewohnt schattige, gerne von Vegetation überwachsene Felsen und Mauern. Trotz ihres Namens ist die Schnecke nicht nur an Gestein, sondern auch an Bäumen, vorwiegend Laubbäumen wie Buche, Hainbuche und Bergahorn anzutreffen. Bei Regenwetter kriechen sie den Stamm hinauf, um die auf der Rinde wachsenden Algen zu verzehren.
Die charakteristische Gehäuseform des Steinpickers lässt sich als Anpassung an die Überdauerung von Trockenperioden erklären: Das linsenförmige flache Gehäuse ermöglicht es dem Steinpicker, sich in Rindenspalten und Felsritzen zurückzuziehen.

## Verbreitung
Steinpicker kommen vor allem im Hügelland und in Bergwäldern West- und Mitteleuropas vor. Ihr Verbreitungsgebiet erstreckt sich von Mittelportugal bis ins mittlere Skandinavien. Auf Großbritannien ist die Art bis ins südliche Schottland zu finden. In Südirland wurde der Steinpicker, wo er als Relikt der nacheiszeitlichen Wärmezeit (Atlantikum) auftrat, zuletzt im Jahre 1968 nachgewiesen und gilt dort aufgrund von Lebensraumverlust als vermutlich ausgestorben. In den Alpen ist die Art, mit Ausnahme im Tauferer Ahrntal, nur nördlich des Hauptkamms verbreitet, im Osten bis in den Polnischen Jura und in die Westkarpaten.

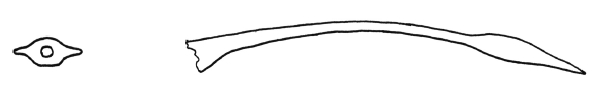
Liebespfeil des Steinpickers